# Sombre forêt

Sombre forêt est une aria de soprano de l'acte II de l'opéra Guillaume Tell, de Gioachino Rossini. Le livret français est rédigé par Etienne de Jouy et Hippolyte Bis. 
Il est chanté par Mathilde, princesse de la maison des Habsbourg, qui attend dans la forêt sur les hauteurs du Grütli, son amant suisse, Arnold Melchthal.
Cette aria représente une évolution importante dans la forme traditionnelle de l'aria/romance/aria, en élargissant un peu la tradition minimaliste de l'accompagnement. Rossini a créé ici ce qui a été appelé un "hybride Gallo-italien" qui est devenu un modèle important pour ses contemporains.

## Livret
français
[récité]

Ils s'éloignent enfin ; j'ai cru le reconnaître :

Mon cœur n'a point trompé mes yeux ;

Il a suivi mes pas, il est près de ces lieux.

Je tremble !… s'il allait paraître !

Quel est ce sentiment profond, mystérieux

Dont je nourris l'ardeur, que je chéris peut-être ? 

Arnold ! Arnold ! Est-ce bien toi ?

Simple habitant de ces campagnes,

L'espoir, l'orgueil de tes montagnes,

Qui charme ma pensée et cause mon effroi ?

Ah ! que je puisse au moins l'avouer moi-même ! 

Melchthal, c'est toi que j'aime ;

Sans toi j'aurais perdu le jour ;

Et ma reconnaissance excuse mon amour.

[chanté]

Sombre forêt, désert triste et sauvage,

Je vous préfère aux splendeurs des palais :

C'est sur les monts, au séjour de l'orage,

Que mon cœur peut renaître à la paix ;

Mais l'écho seulement apprendra mes secrets.

Toi, du berger astre doux et timide,

Qui, sur mes pas, viens semant tes reflets,

Ah ! sois aussi mon étoile et mon guide !

Comme lui tes rayons sont discrets,

Et l'écho seulement redira mes secrets.
italien
[récité]

S'allontanano alfine ! Io sperai rivederlo, 

E il cor non m'ha ingannata, 

Ei mi seguìa… lontano esser non puote… 

Io tremo… ohimè !.. se qui venisse mai ! 

Onde l'arcano sentimento estremo 

Di cui nutro l'ardor, ch'amo fors'anco ! 

Arnoldo ! Arnoldo ! Ah ! Sei pur tu ch'io bramo. 

Semplice abitator di questi campi, 

Di questi monti caro orgoglio e speme, 

Sei tu sol che incanti il mio pensiero, 

Che il mio timor cagioni. Oh ! almen ch'io possa 

Confessarlo a me stessa… io t'amo, Arnoldo ! 

Tu i giorni miei salvasti, 

E l'amor più possente in me destasti.

[chanté]

Selva opaca, deserta brughiera 

Qual piacer la tua vista mi dà. 

Sovra i monti ove il turbine impera 

Alla calma il mio cor s'aprirà. 

L'eco sol le mie pene udirà.

Tu, bell'astro, al cui dolce riflesso 

Il mio passo vagante sen va, 

Tu m'addita ove Arnoldo s'aggira; 

A lui solo il mio cuor s'aprirà, 

Esso sol le mie pene udirà.